# Siegfried Jerusalem
Siegfried Jerusalem (* 17. April 1940 in Oberhausen), zeitweise auch unter dem Künstlernamen Siegfried Salem tätig, ist ein deutscher Opernsänger (Tenor).

## Leben
Siegfried Jerusalem wurde als Sohn eines Elektroingenieurs in der Nähe von Düsseldorf geboren. Er erhielt im Alter von acht Jahren ersten Musikunterricht, ab 1949 Klavierstunden und ab 1950 Geigenunterricht. Er studierte von 1955 bis 1960 an der Folkwanghochschule Essen Fagott und Klavier (Hauptfächer) sowie Violine. 1961 erhielt er ein Engagement als 1. Fagottist der Hofer Symphoniker am Städtebundtheater Hof. 1962 begann er Gesangsunterricht zu nehmen und gab einen ersten Liederabend. Im selben Jahr wechselte er, wiederum als 1. Fagottist, zum Schwäbischen Symphonie-Orchester in Reutlingen; von 1971 bis 1977 war er 2. Fagottist beim Südfunk-Sinfonieorchester Stuttgart.
Parallel zu seiner Tätigkeit im Orchester absolvierte er in Stuttgart ab 1971 eine Gesangsausbildung bei Hertha Kalcher. 1975 übernahm er bei der ZDF-Produktion von Der Zigeunerbaron die Partie des Barinkay als Einspringer für Franco Bonisolli. Weitere Fernsehauftritte hatte er mit Der Opernball, Die lustige Witwe und Parsifal. An der Staatsoper Stuttgart trat er in einigen kleineren Rollen auf, bevor er 1976 als Lohengrin in Darmstadt, Aachen, 1977 an der Hamburgischen Staatsoper und bei den Zürcher Opernfestspielen sowie in Stuttgart debütierte. Diese Rolle sang er auch 1979 bei den Bayreuther Festspielen und entfaltete in Folge eine internationale Karriere, die ihn an zahlreiche bedeutende Opernhäuser führte; dabei machte er sich insbesondere als Wagner-Tenor einen Namen.
Bei den Bayreuther Festspielen debütierte er 1977 als Junger Seemann (Tristan und Isolde), trat dort bis 1999 regelmäßig in den Heldenpartien seines Faches (zum Beispiel als Lohengrin, Parsifal, Walther von Stolzing, Siegfried, Tristan) auf und galt in Zusammenarbeit mit Waltraud Meier als „Bayreuther Traumpaar“. Mit ihr war er unter anderem in Parsifal (1987–1988, Regie: Götz Friedrich, Dirigenten: Daniel Barenboim und James Levine), in der Götterdämmerung (1989–1992, Regie: Harry Kupfer, Dirigent: Daniel Barenboim) sowie in Tristan und Isolde (1993–1999, Regie: Heiner Müller, Dirigent: Daniel Barenboim) zu hören. Ebenso war er zu Gast bei internationalen Festivals wie Tanglewood, Verbier Festival, den Münchner Festspielen oder dem Beijing Music Festival.
1980 debütierte er als Lohengrin an der New Yorker Metropolitan Opera und gab dort bis 2004 etwa 60 Vorstellungen in weiteren Wagner-Partien (als Parsifal, Siegfried in Siegfried und Götterdämmerung, Loge in Das Rheingold) sowie als Idomeneo, Aegisth (Elektra), Herodes (Salome) und als Eisenstein (Fledermaus). Am Londoner Royal Operahouse gastierte er erstmals 1986 als Erik (Der fliegende Holländer) und in den folgenden Jahren in Siegfried, Götterdämmerung, als Tamino (Zauberflöte) und Aegisth. An der Wiener Staatsoper sang er seit seinem dortigen Debüt 1979 als Parsifal in über 130 Vorstellungen. Hier trat er in weiteren Wagner-Partien (Lohengrin, Loge, Siegfried, Siegmund, Rienzi) sowie unter anderem als Max im Freischütz, als Tamino und Idomeneo auf. Auch an der Mailänder Scala gastierte er als Lohengrin (Debüt 1981) und Siegfried.
Er hatte zudem Gastverträge in Zürich, Genf, Paris, Leipzig und Dresden. Neben seinem Wirken als Opernsänger widmet sich Jerusalem auch dem Liedgesang und zeitgenössischer Musik.
Jerusalem unterrichtete von 2001 bis zu seiner Emeritierung als Professor an der Hochschule für Musik Nürnberg, deren Präsident er zudem bis 2009 war. Von 2003 bis 2015 war er Jurymitglied des Internationalen Gesangswettbewerbs Neue Stimmen.

## Auszeichnungen
- 1982: Grammy Awards (für die Schallplatte Violanta)
- 1993: Ernennung zum Österreichischen Kammersänger
- 1996: Verleihung des Bambi
- 1997: Bundesverdienstkreuz 1. Klasse[3]
- 2012: Bayerischer Maximiliansorden für Wissenschaft und Kunst[17]
- 2021: Ernennung zum Ehrensenator der Hochschule für Musik Nürnberg[18]

## Opernrepertoire (Auswahl)
- Beethoven: Florestan in Fidelio
- Busoni: Thusman in Die Brautwahl
- Flotow: Lyonel in Martha
- Goldmark: Assad in Die Königin von Saba
- Kienzl: Matthias Freudhofer in Der Evangelimann
- Korngold: Alfonso in Violanta
- Lehár: Njegus in Die lustige Witwe
- Mozart: Titelrolle in Idomeneo
- Mozart: Don Curzio in Le nozze di Figaro
- Mozart: Tamino in Die Zauberflöte
- Offenbach: Titelrolle in Hoffmanns Erzählungen
- Paër: Florestano in Leonora
- Penderecki: Paradise Lost
- Puccini: Pinkerton in Madama Butterfly
- Puccini: Kaiser Altoum in Turandot
- Smetana: Hans in Die verkaufte Braut
- Johann Strauss: Eisenstein und Alfred in Die Fledermaus
- Johann Strauss: Barinkay in Der Zigeunerbaron
- Richard Strauss: Aegisth in Elektra
- Richard Strauss: Herodes in Salome
- Wagner: Erik in Der fliegende Holländer Wagner: Titelrolle in Lohengrin
- Wagner: Walther von der Vogelweide in Tannhäuser
- Wagner: Titelrolle in Tristan und Isolde
- Wagner: Balthazar Zorn und Stolzing in Die Meistersinger von Nürnberg
- Wagner: Loge und Froh in Das Rheingold
- Wagner: Siegmund in Die Walküre
- Wagner: Siegfried in Siegfried und  Götterdämmerung
- Wagner: Titelrolle in Parsifal
- Wagner: Titelrolle in Rienzi
- Weber: Max in Der Freischütz
- Weinberger: Babinsky in Schwanda, der Dudelsackpfeifer

## Diskografie (Auswahl)

### LP / CD
- Siegfried Jerusalem: Avalon (Emarcy Classics; 2002)
- Siegfried Jerusalem: The Glory of Love (Polystar; 1996)
- Siegfried Jerusalem: Great Tenor Arias (Sony Classical; 1977/1989)
- Siegfried Jerusalem: Recital (Eurodisc; 1980/1991)
- Ludwig van Beethoven: Sinfonie Nr. 9 op. 125, d-moll. Mit Carol Vaness, Janice Taylor, Robert Lloyd, Dirigent: Christoph von Dohnanyi, Cleveland Orchestra, 1985
- Ludwig van Beethoven: Fidelio. Dirigent: Kurt Masur, Gewandhausorchester, 1986
- Ludwig van Beethoven: Sinfonie Nr. 9 op. 125, d-moll. Mit Helen Donath, Doris Soffel, Peter Lika, Dirigent: Sergiu Celibidache, Münchner Philharmoniker, 1989
- Ludwig van Beethoven: Sinfonie Nr. 9 op. 125, d-moll. Mit Alessandra Marc, Iris Vermillion und Falk Struckmann, Dirigent: Daniel Barenboim, Staatskapelle Berlin, 1992
- Friedrich von Flotow: Martha. Dirigent: Heinz Wallberg, Münchner Rundfunkorchester, 1977
- Karl Goldmark: Die Königin von Saba. Dirigent: Ádám Fischer, Orchester der Ungarischen Staatsoper, 1980
- Joseph Haydn: Die Jahreszeiten. Mit Edith Mathis, Dietrich Fischer-Dieskau, Dirigent: Sir Neville Marriner, Academy of St. Martin in the Fields, Philips, 1994
- Erich Wolfgang Korngold: Violanta. Sinfonieorchester des Bayerischen Rundfunks, Dirigent: Marek Janowski, 1980
- Wilhelm Kienzl: Der Evangelimann. Dirigent: Lothar Zagrosek, Münchner Rundfunkorchester, 1981
- Franz Lehár: Die lustige Witwe. Dirigent: Heinz Wallberg, Münchner Rundfunkorchester, 1980
- Franz Lehár: Das Land des Lächelns. Dirigent: Willi Boskovsky, Münchner Rundfunkorchester, 1982
- Franz Liszt: Eine Faust-Sinfonie. Dirigent: Georg Solti, Chicago Symphony Orchestra, 1985
- Jacques Offenbach: Hoffmanns Erzählungen. Münchner Rundfunkorchester, Dirigent: Heinz Wallberg, 1979
- Gustav Mahler: Das Lied von der Erde. Mit Waltraud Meier, Dirigent: Daniel Barenboim, Chicago Symphony Orchestra, 1992
- Gustav Mahler: Das Lied von der Erde. Mit Jessye Norman, Dirigent: James Levine, Berliner Philharmoniker, 1998
- Gustav Mahler: Rückert-Lieder. Lieder aus Des Knaben Wunderhorn. Klavier: Siegfried Mauser, Virgin Classics, 2017
- Wolfgang Amadeus Mozart: Die Zauberflöte. Sinfonieorchester des Bayerischen Rundfunks, Dirigent: Bernard Haitink, 1983
- Ferdinando Paër: Leonora ossia l´Amor conjugale. Dirigent: Peter Maag, Sinfonieorchester des Bayerischen Rundfunks, 1979
- Arnold Schönberg: Gurrelieder.  Mit Susan Dunn, Brigitte Fassbaender, Hermann Becht, Peter Haage, Hans Hotter, Dirigent: Riccardo Chailly, Radio-Symphonie-Orchester Berlin, 1989
- Arnold Schönberg: Gurrelieder. Mit Sharon Sweet, Marjana Lipovsek, Hartmut Welker, Philip Langridge, Barbara Sukowa, Dirigent: Claudio Abbado, Wiener Philharmoniker, 1992
- Robert Schumann: Dichterliebe op. 48 und Liederkreis op. 39. Mit  Elena Bashkirova, Klavier (Erato; 1992)
- Richard Strauss: Orchesterlieder. Dirigent: Kurt Masur, Gewandhausorchester, 1983
- Richard Strauss: Elektra. Dirigent: Giuseppe Sinopoli, Wiener Philharmoniker, 1997
- Richard Wagner: Das Rheingold. Dirigent: Pierre Boulez, Bayreuther Festspiele, 1980
- Richard Wagner: Die Walküre. Dirigent: Marek Janowski, Staatskapelle Dresden, 1981
- Richard Wagner: Tannhäuser. Dirigent: Bernard Haitink, Sinfonieorchester des Bayerischen Rundfunks, EMI Classical, 1985
- Richard Wagner: Das Rheingold. Dirigent: James Levine, Orchester der Metropolitan Opera, 1988
- Richard Wagner: Siegfried. Dirigent: Bernard Haitink, Sinfonieorchester des Bayerischen Rundfunks, 1990
- Richard Wagner: Siegfried. Dirigent: Daniel Barenboim, Bayreuther Festspiele, 1991
- Richard Wagner: Götterdämmerung. Dirigent: Daniel Barenboim, Bayreuther Festspiele, 1991
- Richard Wagner: Götterdämmerung. Dirigent: Bernard Haitink, Sinfonieorchester des Bayerischen Rundfunks, 1992
- Richard Wagner: Parsifal. Dirigent: Daniel Barenboim, Berliner Philharmoniker, 1992
- Richard Wagner: Lohengrin. Dirigent: Claudio Abbado, Wiener Philharmoniker, 1994
- Richard Wagner: Tristan und Isolde. Dirigent: Daniel Barenboim, Berliner Staatsopernchor, Berliner Philharmoniker, 1996
- Jaromír Weinberger: Schwanda, der Dudelsackpfeifer. Dirigent: Heinz Wallberg, Münchner Rundfunkorchester, 1982

### DVD
- Bedrich Smetana: Die verkaufte Braut. Dirigent: Ádám Fischer, Wiener Philharmoniker, 1982
- Richard Wagner: Parsifal. Orchester Bayreuther Festspiele, Dirigent: Horst Stein (Deutsche Grammophon; 1979)
- Richard Wagner: Das Rheingold. Dirigent: Pierre Boulez, Bayreuther Festspiele, 1980
- Richard Wagner: Die Meistersinger von Nürnberg. Dirigent: Horst Stein (Deutsche Grammophon; 1985)
- Richard Wagner: Das Rheingold. Dirigent: James Levine, Orchester der Metropolitan Opera, 1988
- Richard Wagner: Siegfried. Dirigent: Daniel Barenboim, Bayreuther Festspiele, 1991
- Richard Wagner: Götterdämmerung. Dirigent: Daniel Barenboim, Bayreuther Festspiele, 1991
- Richard Wagner: Siegfried. Dirigent: James Levine, Orchester der Metropolitan Opera, 1991
- Richard Wagner: Götterdämmerung. Dirigent: James Levine, Orchester der Metropolitan Opera, 1991
- Richard Wagner: Parsifal. Orchester der Metropolitan Opera, Dirigent: James Levine (Deutsche Grammophon; 1993)
- Richard Wagner: Tristan und Isolde. Orchester der Bayreuther Festspiele, Dirigent: Daniel Barenboim (Deutsche Grammophon; 1995)